# Lkáň
Lkáň település Csehországban, a Litoměřicei járásban. Lkáň Klapý, Koštice, Podsedice, Chodovlice, Děčany és Dlažkovice településekkel határos. Lakosainak száma 191 fő (2024. január 1.).

## Népesség
A település lakosságának változását az alábbi diagram mutatja:
| Lakosok száma | 309  | 308  | 342  | 278  | 191  | 152  | 189  | 205  | 180  | 191  |
|               | 1869 | 1890 | 1921 | 1950 | 1980 | 2001 | 2017 | 2019 | 2022 | 2024 |